# Neoperla luteola
Neoperla luteola is een steenvlieg uit de familie borstelsteenvliegen (Perlidae). De wetenschappelijke naam van de soort is voor het eerst geldig gepubliceerd in 1839 door Burmeister.